# Aburria aburri
Il guan dal bargiglio o  penelope sonora crestata (Aburria aburri (R. Lesson, 1828)), unica specie del genere Aburria Reichenbach, 1853, è un uccello galliforme della famiglia dei Cracidi originario della fascia di territorio compresa tra Venezuela e Perù.

## Descrizione

### Dimensioni
Misura 72,5-81,5 cm di lunghezza per 1195-1550 g di peso.

### Aspetto
La penelope dal bargiglio presenta un piumaggio nero con vistosi riflessi brillanti su dorso e petto. Il tono della loro luminosità varia assai considerevolmente a seconda della regione, spaziando dal verde oliva bronzeo della parte settentrionale al blu intenso della parte meridionale dell'areale. La cresta è moderatamente allungata, con alcune piume appuntite. La gola è ricoperta di piume, fatta eccezione per una piccola zona di pelle nuda dalla quale pende una lunga caruncola di forma arrotondata e di colore giallo sgargiante. Questa caruncola misura 25-50 millimetri ed è ornata da un ciuffo di vibrisse nere alla base e da alcune piume rigide sparse alla sua estremità. La base del becco e la zona intorno agli occhi sono di colore blu-turchese brillante. Gli occhi sono marrone scuro, le zampe giallo brillante.
Tale descrizione può essere applicata solo ai maschi adulti. In effetti, Schwartz descrive le femmine del Venezuela come dotate di una pelle nuda grigio violacea attorno agli occhi, di becco color corno e di redini color carne violaceo. La caruncola è giallo cromo, preceduta da una zona di pelle nuda color carne chiaro. Le zampe sono arancio-biancastro. Al contrario, Hilty non segnala alcuna differenza tra i due sessi. La specie non presenta alcuna variazione geografica, ma le popolazioni del Perù sembrano nettamente più piccole. Le ali degli uccelli di Colombia ed Ecuador presentano una lunghezza media di 373 mm, mentre quelle degli uccelli del Perù raggiungono solamente 358 mm circa.
Come nella maggior parte delle specie della famiglia dei Cracidi, i giovani assomigliano ai genitori già prima di raggiungere la maturità. Mostrano tuttavia una caruncola molto più piccola, talvolta presente solo allo stadio vestigiale.

### Voce
Il canto è un brusio lungo e ascendente, un ba-reeeeer-ah secco, prolungato e terminante con uno schiocco secco. Viene ripetuto continuamente, in particolare all'alba e al crepuscolo. Durante il periodo di nidificazione, viene emesso anche durante il giorno e la notte, ma in modo più irregolare. I canti sono udibili soprattutto durante il periodo che va da dicembre ad aprile. La parata nuziale comprende rumori creati sbattendo le ali e, più in particolare, uno o due schiocchi secchi seguiti da due crepitii, un po' alla maniera della penelope fischiante di Trinidad (Pipile pipile). Questi rumori sono prodotti principalmente nella semi-oscurità che precede l'alba.

## Biologia
La penelope dal bargiglio vive da sola, in coppia o in piccoli gruppi familiari formati da tre o quattro individui. È un uccello arboricolo che vive principalmente nello strato medio della vegetazione o nella volta della foresta. Tende a rimanere tra il fitto fogliame, dove è molto difficile da avvistare. Tuttavia, diviene molto rumoroso durante la stagione di nidificazione, e questo lo rende molto facile da localizzare.
Si presume che questa specie sia sedentaria. La sua presenza nella zona temperata è attribuita a probabili spostamenti stagionali.

### Alimentazione
La penelope dal bargiglio ha una dieta frugivora. Va in cerca di cibo in coppie o gruppi di tre attraverso lo strato medio o superiore degli alberi da frutto.

### Riproduzione
La stagione di nidificazione si sviluppa da settembre a marzo in Perù. Si ritiene che coincida con quello della penelope barbuta (Penelope barbata), che vive nel sud dell'Ecuador e nel nord del Perù. I pulcini sono visibili soprattutto da dicembre a febbraio. Nel sud-ovest della Colombia, i richiami vengono uditi soprattutto da dicembre a febbraio e gli adulti accompagnano i giovani nel mese di marzo. Secondo Delacour e Amadon, il nido non è mai stato descritto. Le uova, delle quali possediamo alcuni esemplari nei musei, sono di colore bianco sporco e sono più lisce di quelle della maggior parte degli altri cracidi; misurano circa 66 millimetri per 51.

## Distribuzione e habitat
La penelope dal bargiglio è originaria della parte nord-occidentale del continente sudamericano. Il suo areale, relativamente vasto, si estende dalle montagne di Santa Marta e dalla Sierra de Perijá in Colombia e dalle Ande di Mérida nel Venezuela occidentale fino alla regione di Cuzco, alla latitudine di 14° sud, attraverso tutta la Colombia, l'Ecuador e il Perù. Questa specie è considerata monotipica, cioè non è divisa in sottospecie.
Le penelopi dal bargiglio frequentano le foreste umide di montagna, i margini delle zone boschive e gli appezzamenti in corso di rigenerazione vicini alle foreste primarie. Il loro areale è molto esteso in latitudine, quindi è possibile trovarle in numerosi tipi di climi tropicali. Talvolta, forse a seconda delle stagioni, si spingono perfino ai limiti inferiori delle zone caratterizzate da clima temperato. In Colombia, le penelopi dal bargiglio vivono da 600 a 2500 metri di altitudine, quasi sempre sui versanti ripidi di montagna. In Venezuela, si spingono fino a 1400 metri. In Perù, si trovano abitualmente da 1000 a 1900 metri. In Ecuador, è possibile osservarle sui versanti più umidi delle Ande, così come in Perù. Nella regione di Cajamarca, nel nord del Perù, sono presenti anche sulle pendici occidentali.

## Conservazione
Secondo Handbook of the Birds of the World, questa specie non è minacciata a livello globale. La sua conservazione, tuttavia, è oggetto di legittime preoccupazioni presso i biologi a causa del degrado ambientale che colpisce gran parte del suo areale colombiano. Essa era comunque piuttosto numerosa, negli anni '80, nel parco nazionale de los Guácharos. In Venezuela, questo uccello è considerato specie localizzata. In Perù, è quasi scomparso dalle pendici occidentali delle Ande e si stima che sia piuttosto raro su quelle orientali. In questo paese, la penelope dal bargiglio è comunque comune nelle foreste che sono in buone condizioni. Questo cracide costituisce un cibo particolarmente apprezzato dai cacciatori, in quanto è rumoroso e facile da individuare. Esso ha inoltre dimensioni relativamente grandi e la sua carne è considerata saporita.
Secondo BirdLife International, la superficie del suo areale misura 139.000 chilometri quadrati. Gli effettivi totali sono stimati in 6700 esemplari adulti. La specie è classificata come «prossima alla minaccia» (Near Threatened).